# Manjusri

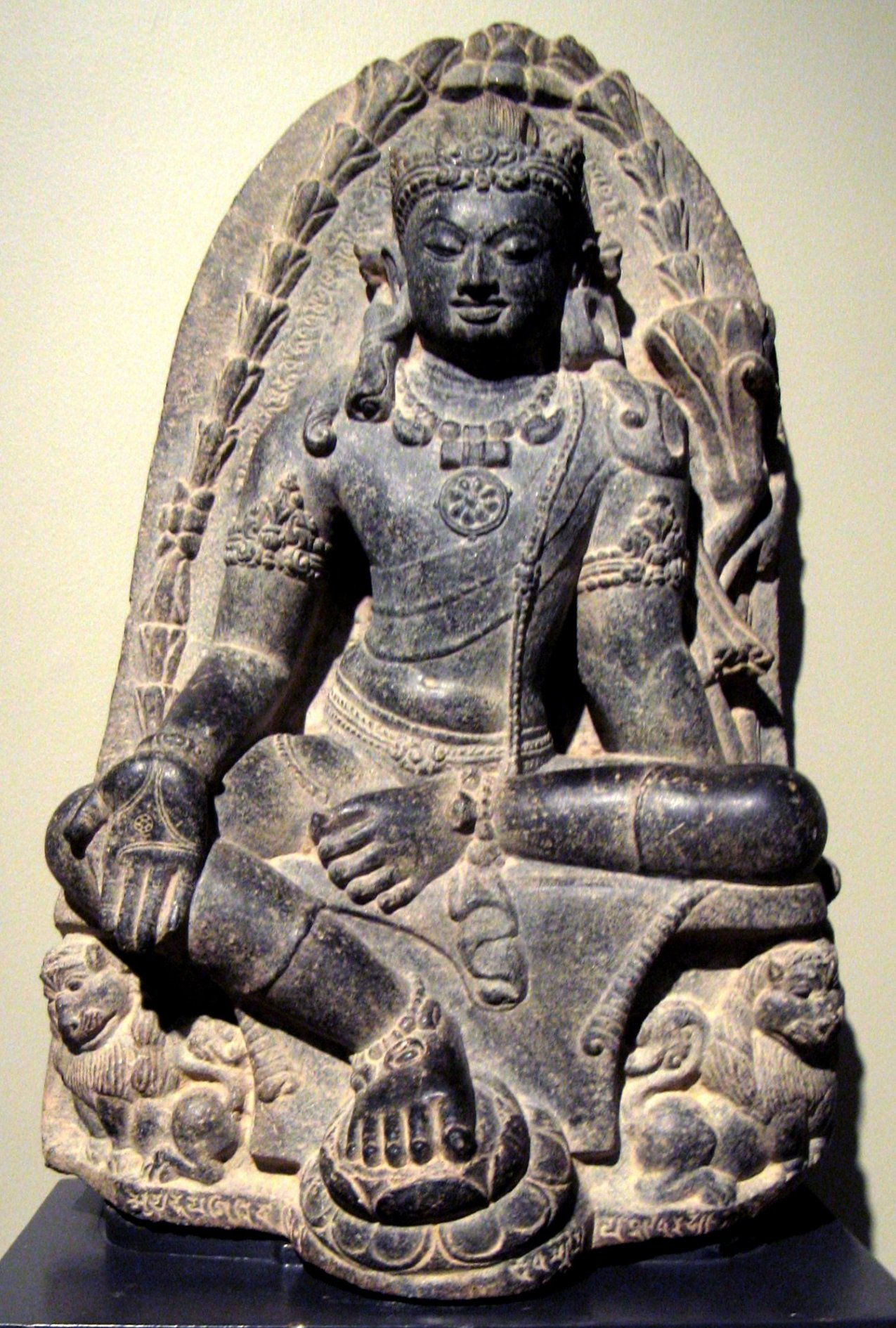
Manjusri Kumara

Manjusri (o Manjushri; 文殊 Wénshū i 文殊師利 Wénshūshīlì en xinès; 	मञ्जुश्री Mañjuśrī en sànscrit; 文殊 Monju i 文殊師利 Monjushuri en japonès; འཇམ་དཔལ་དབྱངས། Jampelyang en tibetà; Зөөлөн эгшигт en mongol) és un bodhisattva (ésser de coneixement suprem, algú que cerca el camí vers buda), figura del budisme Mahayana que ha arribat a l'estat d'il·luminació però que posposa el seu ingrés al nirvana per a ajudar els altres en el seu camí. El seu atribut és la gran saviesa.
Manjusri fou deixeble real del buda Siddharta Gautama. Com en tota la literatura sobre la vida del buda vivent, la figura de Manjusri barreja aspectes reals amb llegendaris.

## Al budisme Mahayana

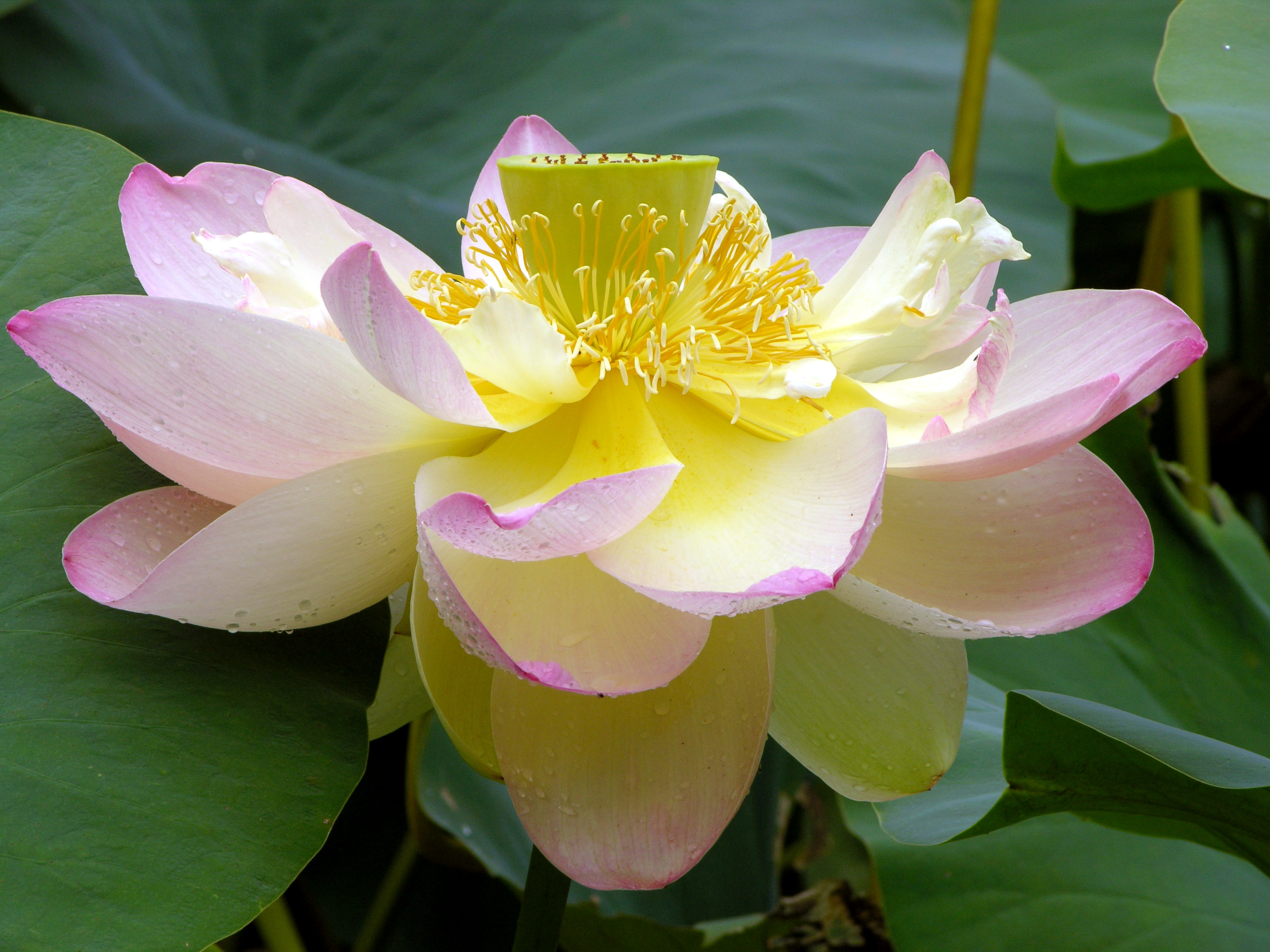
Flor de lotus

A la religiositat popular Mahayana, els boddhisattves són objectes d'una gran devoció semblant, en algun aspecte, amb el culte dels sants a l'església catòlica.
Manjusri és el més antic i més significant bodhisattva de la literatura Mahayana. Manjusri és referit per primera vegada als textos més antics de Mahayana i a través d'aquesta associació molt primerenca en la tradició, ha arribat a simbolitzar la realització del prajñā (la saviesa transcendent). El Sutra del Lotus li assigna una terra pura anomenada vimala que, segons el Sutra de la Guirnalda està localitzada a l'est. Aquesta terra pura és una de les dues terres més pures de tota l'existència del passat, present i futur. Quan ell arriba a buda el seu nom serà el Signe Universal. Al Sutra del Lotus, Manjusri també condueix al Nāga a la filla del rei cap a la il·luminació. També figura a la Sutra de Vimalakirti amb un debat amb el Bodhisattva Vimalakirti.
Un exemple d'una saviesa ensenyant el Bodhisattva Manjusri pot ser trobat al Sutra Saptaśatikā Prajñāpāramitā. Aquest sutra conté un diàleg entre Manjusri i Buda sobre la pràctica Samādhi.

## Al budisme esotèric
Dins el budisme esotèric, el Manjusri és una deïtat de meditació i és considerat un buda il·luminat plenament. A l'escola Shingon de budisme esotèric, és un dels tretze budes als quals els deixebles són devots. Figura extensament en els principals textos del budisme esotèric com els Mañjuśrī-mūla-kalpa i el Mañjuśrīnāmasamgīti. La seva consort, en algunes tradicions, és Sarasvatí.
Je Tsongkhapa, que va fundar el llinatge Gelug del budisme tibetà, va dir d'haver rebut els seus coneixements de visions de Manjusri.

## Iconografia
Manjusri és un bodhisattva masculí que porta una espasa flamejant a la seva mà esquerra, representant la realització de la saviesa transcendent que talla la ignorància i la dualitat. L'escriptura, suportada pel lotus porta a la seva mà esquerra un sutra Prajñāpāramitā que representa el seu assoliment de la realització última des de la florida de la saviesa. Manjusri sovint apareix cavalcant un lleó blau, o assegut al llom d'un lleó. Això representa l'ús de la saviesa per a domar la ment, que és comparat amb cavalcar o subjugar un lleó feroç.
És un dels Quatre Grans Bodhisattves del budisme xinès. A la Xina, sovint apareix amb el bodhisattva Samantabhadra.
En el budisme tibetà, de vegades és representat en una trinitat amb Avalokiteśvara i Vajrapani.

## Mantres
Un mantra que normalment s'associa amb Manjusri és: 
 "oṃ a ra pa ca na dhīḥ" 
Aquest mantra és utilitzat per a millorar la saviesa i per a millorar les seves habilitats en el debat, la memòria, l'escriptura i altres habilitats literàries.

## A les cultures budistes

### A la Xina

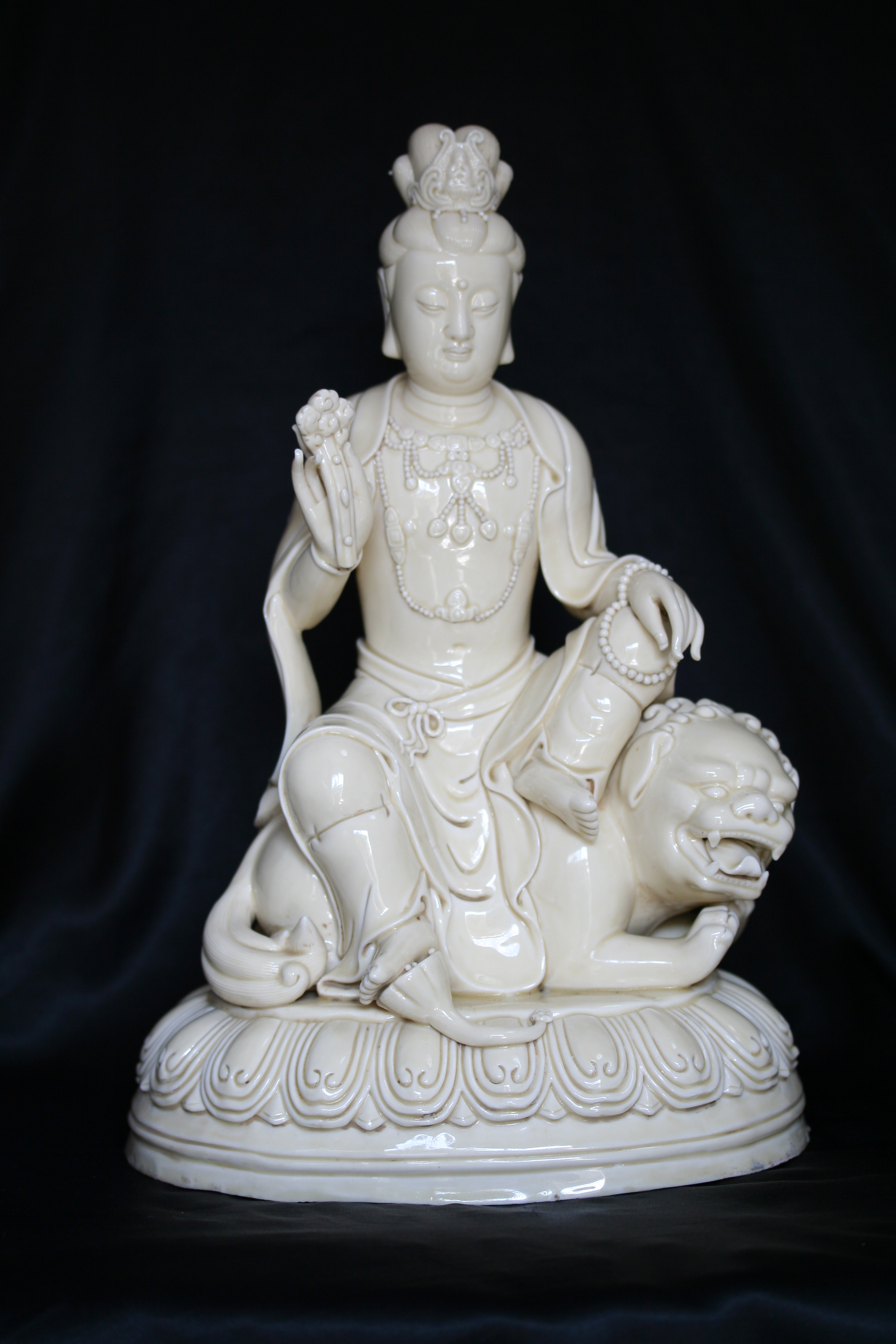
Bodhisattva Mañjuśrī en Blanc de la Xina, feta per He Chaozong,

A la Xina, Manjusri és conegut com a Wénshū(en xinès: 文殊 o 文殊菩薩). La muntanya Wutai Shan, a Shanxi és una de les Quatre Muntanyes Sagrades del budisme a la Xina, que també està associat amb els taoistes, és considerada pels budistes xinesos que és el seu domicili terrenal. Al Temple Foguang de Wutai Shan, la Sala Manjusri és a la dreta de la sala principal i fou construïda el 1137 durant la Djurtxet. Aquesta sala ha estat estudiada i fotografiada pels arquitectes xinesos Liang Sicheng i Lin Huiyin. És un lloc popular de pelegrinatge. El mont Wutai, al nord de la Xina, també és associat amb els llinatges de Zen septentrionals.

### Al Tibet
En el budisme tibetà, Manjusri es manifesta en un nombre diferent de formes tàntriques. Yamantaka és la manifestació del Manjusri enfadat, popular a l'escola Gelug del budisme tibetà. Altres variacions d'aquesta forma tradicional inclou Guhya-Manjusri, Guhya-Manjuvajra i Manjuswari. Les dues aparences generalment són acompanyades per un déu Xacti que abraça la figura principal, cosa que simbolitza la unió entre la forma i l'esperit, la matèria i l'energia.
Jamgon Ju Mipham Gyatso, també conegut com a Mipham el Gran, fou considerat com una manifestació humana del Manjusri. Sakyong Mipham Rinpoche fou considerat una reencarnació de Mipham el Gran.

### AManxúria
Segons una llegenda, Nurhaci, un cap militar de les tribus Yurchen del nord-est de la Xina i fundador de la dinastia Qing es considerava a si mateix com una reencarnació de Manjusri. Per això va canviar de nom el seu poble com els manxús.

### AlNepal
Segons el Swayambhu Purana, la vall de Katmandú fou un llac. Es creu que Manjusri va veure una flor de lotus al centre del llac i va tallar una gorja per a drenar el llac. Així, la vall va esdevenir habitable i es feu una stupa al lloc a on aparegué el lotus.

### Al Japó
En una tradició antiga, es diu que Manjusri (Monju o Monjushiri en japonès) va inventar el nanshoku o l'amor homosexual masculí.